# Tomba del Duce
La tomba del Duce è un'antica sepoltura etrusca situata nella necropoli di Vetulonia, nei pressi dell'omonimo centro abitato del comune di Castiglione della Pescaia.

## Storia e descrizione
La tomba venne rinvenuta sull'altura di Poggio al Bello il 6 aprile 1886 dall'archeologo Isidoro Falchi. Databile al terzo quarto del VII secolo a.C., si tratta di una tomba a circolo che al momento del ritrovamento restituì una grande quantità di suppellettili e monili, incluso il corredo del principe etrusco Raku Kakanas. Di particolare rilievo l'urna cineraria in bronzo e laminata d'argento, e la riproduzione di una navicella nuragica in bronzo, conservati al Museo archeologico nazionale di Firenze.